# Heinrich Karl Eichstädt

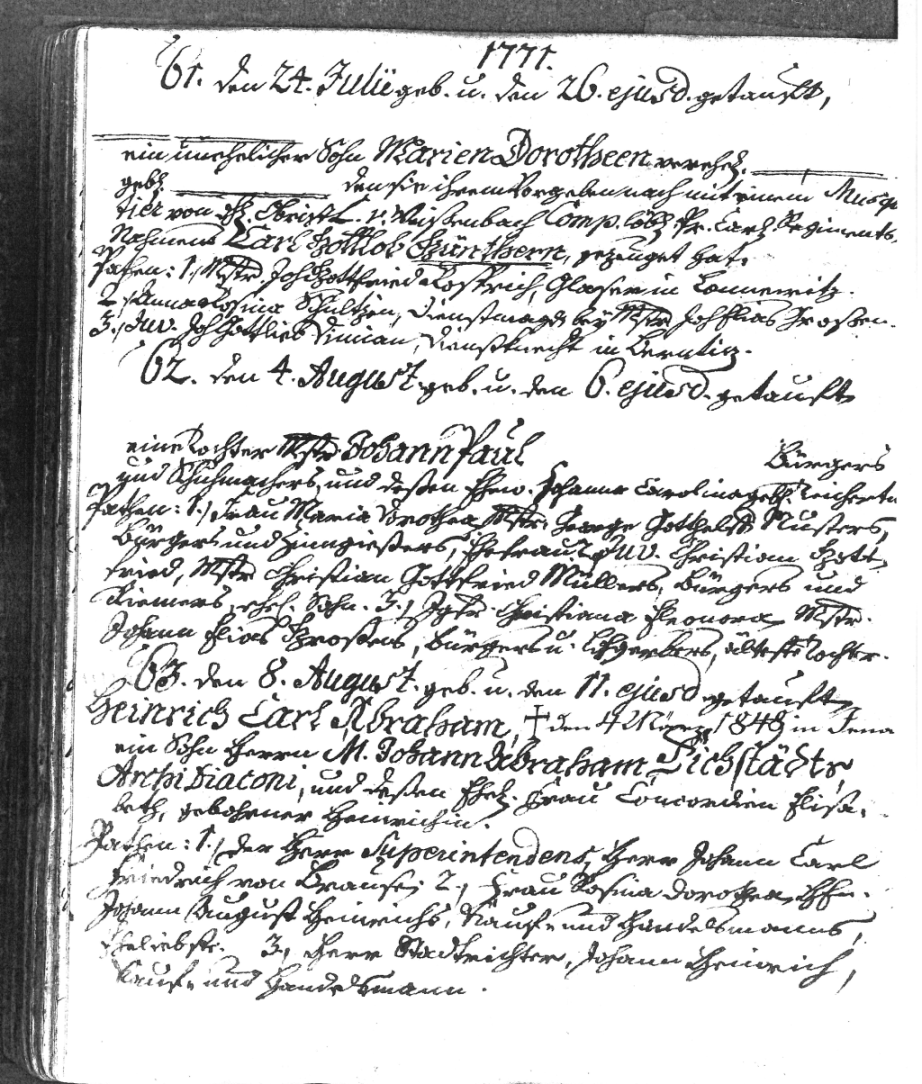
Keresztelési bejegyzése az oschatzi keresztelési anyakönyvben, 1771-ben

Heinrich Karl Abraham Eichstädt (Oschatz, 1771. augusztus 8. – Jéna, 1848. március 4.) német klasszika-filológus.

## Élete
Jénában 1797-től rendkívüli tanár és az Allgemeine Literaturzeitung társszerkesztője, 1803-tól rendes tanár, 1804-től főkönyvtárnok, 1809-től titkos udvari tanácsos és 1817-től a filológiai szeminárium igazgatója volt. Előbb Lipcsében működött mint magán- és 1795-től mint rendkívüli tanár. Több ókori író műveit adta ki, így Diodórosztól (1800–02, 2 kötet) és Lucretiustól (1801) valamint sok tanulmányt írt az ókori irodalomtörténet köréből. Ő fordította németre Mitford görög történelmét is (1802–08, 6 kötet). Legismertebbek beszédei: Opuscula oratoria (1848–50), melyek kitűnő latinsággal íródtak. Egyesek megjelentek önállóan is, pl. Oratio Goethii memoriae dicata (1832). Goethével folytatott levelezését kiadta Biedermann, 1872-ben.